# 5 jaar - hun grootste hits!
Het album 5 Jaar - Hun grootste hits! is een verzamelalbum van grootste hits van K3 uit de periode 1999-2004.
Op het album staan 16 nummers.
De hoogste positie in de Album Top 100 in Nederland was plaats nummer 13 en het album stond hier 45 weken lang in.
De hoogste positie in de Ultratop 50 in België was plaats nummer 3 en het album stond hier 28 weken lang in.

## Tracklist
1. Heyah mama
2. Yeke yeke
3. I love you baby
4. Alle kleuren
5. Leonardo
6. Hippie shake
7. Oma's aan de top
8. Tele-Romeo
9. Blub, ik ben een vis
10. Je hebt een vriend
11. Toveren
12. Feest
13. Papapa
14. Verliefd
15. De 3 biggetjes
16. Oya lélé